# Helen Niña Tappan Loeblich
Helen Niña Tappan Loeblich (né le 12 octobre 1917 à Norman en Oklahoma ; décédé le 18 août 2004 à Anaheim en Californie) est une géologue et paléontologue américaine.

## Vie familiale
Helen Tappan s'est mariée en 1939 au paléontologue Alfred R. Loeblich, Jr. (1914-1994).
Leur fils, né en 1941, porte le nom d'Alfred R. Loeblich III.

## Publications
- (en) Helen Tappan, "Protistan Phylogeny : Multiple Working Hypotheses", Taxon, Vol.23, No.2/3, May 1974, p.271-276. JSTOR:1218706
- (en) Helen Tappan, The Paleobiology of Plant Protists, W. H. Freeman, San Francisco, 1980, xxi + 1028 p.  (ISBN 0-7167-1109-5)
- (en) Treatise on Invertebrate Paleontology, Part C: Protista 2 (Alfred R. Loeblich et Helen Tappan).